# A night at Blackrock Station
A night at Blackrock Station is een studioalbum van Ron Boots en Gert Emmens.

## Geschiedenis
Voor deze samenwerking op plaat kenden Boots en Emmens elkaar al jarenlang. De compact discs van Emmens worden uitgebracht op Groove Unlimited van Ron Boots. Tot een echte samenwerking op het gebied van opnamen kwam het niet tot het voorjaar van 2021. Vanaf januari 2021 tot mei 2021 werd er in de geluidsstudio’s van beide heren gewerkt aan A night at Blackrock Station. Sequences gemaakt in de studio van Emmens dienden als basis, waarna opnamesessies van beide heren in de studio van Boots zorgden voor 5 complete tracks. De stijl van het album valt in de categorie Berlijnse School voor elektronische muziek, alhoewel Boots en Emmens wel bekend zijn als de "Hollandse School voor elektronische muziek". Als referentie voor recensies werd dan ook veelal vergelijkingen gemaakt met de muziek van Tangerine Dream (Berlijnse School) met albums Phaedra (Flock of swallows) en Le Parc (A woman on the platform). In die laatste titel zag men ook wel een knipoog naar een van de singles van Tangerine Dream: Das Mädchen auf der Treppe.
Paul Rijkens van IO Pages hoorde een combinatie van "Berlijnse School" en progressieve rock, mede door de inbreng van gitaar en drums van Emmens.

## Musici
- Ron Boots - synthesizers, sequencer, ritmecomputer
- Gert Emmens - idem, gitaar en drumstel (track 3)

## Muziek
| Nr. | Titel                                        | Duur  |
| --- | -------------------------------------------- | ----- |
| 1.  | Flock of swallows (Boots, Emmens)            | 15:49 |
| 2.  | A woman on the platform (Boots, Emmens)      | 5:45  |
| 3.  | 02:17 AM (Boots, Emmens)                     | 17:30 |
| 4.  | The night train didn’t stop (Boots, Emmens)  | 10:51 |
| 5.  | A night at Blackrock Station (Boots, Emmens) | 11:57 |

In de nasleep van het album verzorgden Boots en Emmens op 23 oktober 2021 een gezamenlijk optreden in cultureel centrum NatLab.